# Groupe ISM
Pour les articles homonymes, voir ISM.
Le Groupe ISM, fondé en 1992, par Amadou Diaw est un groupe d’enseignement privé en Afrique de l’Ouest. Depuis 2017, il fait partie du groupe Galileo Global Education.

## Histoire
L’Institut Supérieur de Management (ISM) est créé à Dakar en 1992 par Amadou Diaw et devient la première école de commerce privée à ouvrir ses portes au Sénégal, avec 25 étudiants,.
En 2013 l'ISM intègre une nouvelle dimension à  ses enseignements en développant un programme basé sur la créativité et l'engagement sociétal des étudiants, avec pour objectif de forger l'HUMAIN utile pour sa société et sa communauté, au delà du manager. Programme aujourd'hui appelé "la Softskill academy".
En 2017, l’ISM a ouvert son capital à Galileo Global Education (GCE), propriété du fonds d’investissement américain Providence EquityPartners. Le Groupe Galileo détient désormais 65% du Groupe ISM,.
En 2019, le Groupe ISM lance deux incubateurs d'entreprises.
Le groupe ISM compte quasiment 10 000 apprenants et une présence sur tout le territoire sénégalais avec son réseau de 12 sites : Dakar (2 campus), Saint-Louis, Louga, Thiès, Diourbel, Mbacké, Mbour, Kaolack, Fatick, Ziguinchor, Kolda.